# Borat! Învățături din America pentru ca toată nația Kazahstanului să profite

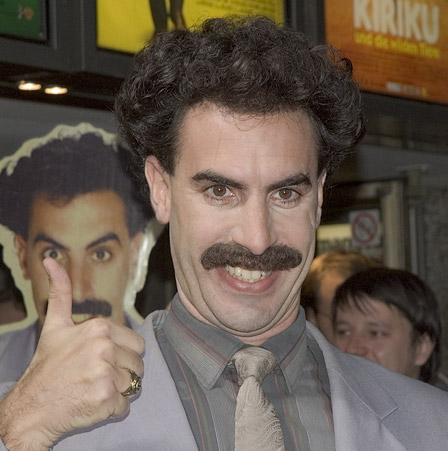

Borat! - Învățături din America pentru ca toată nația Kazahstanului să profite (titlu original: Borat: Cultural Learnings of America for Make Benefit Glorious Nation of Kazakhstan) este un film de comedie și documentar fictiv din 2006. Filmul a fost scris și produs de actorul de comedie britanic Sacha Baron Cohen, care joacă rolul personajului principal, Borat Sagdiiev, un jurnalist fictiv kazah care călătorește prin Statele Unite și înregistrează întâmplări neregizate cu americani. Filmul a fost regizat de Larry Charles și distribuit de 20th Century Fox. Personajul creat de Baron Cohen provine din serialul Da Ali G Show (2000-2004). Filmul este produs de compania de producție a lui Baron Cohen, Four by Two (termen peiorativ pentru „evreu” în engleză).
Baron Cohen a câștigat Globul de Aur pentru cel mai bun actor într-o comedie, iar filmul a fost nominalizat la Premiul Globul de Aur pentru cel mai bun film de comedie. Borat a fost nominalizat și la Premiul Oscar pentru cel mai bun scenariu adaptat în cadrul ceremoniei din 2007.

## Legături externe
- Borat! Învățături din America pentru ca toată nația Kazahstanului să profite la Internet Movie Database
- Borat la Box Office Mojo
- Borat la Rotten Tomatoes
- Borat la Metacritic